# 成都来福士广场
30°38′02″N 104°03′55″E / 30.633752°N 104.065350°E
成都来福士广场是新加坡凯德集团在四川省成都市武侯区人民南路一环路口建设的一座城市综合体。成都来福士建筑面积31万平方米，投资48亿元人民币。建筑由美国建筑师斯蒂文·霍尔设计，拥有受启发于“切开的泡沫块”的简洁有力的清水混凝土几何体外观，而中心水景设计则是受三峡景观和唐代诗人杜甫“三峡楼台淹日月”诗句启发。综合体内有购物中心、办公楼、雅诗阁服务公寓和高端住宅塔楼。该综合体获得了LEED绿色认证金奖。

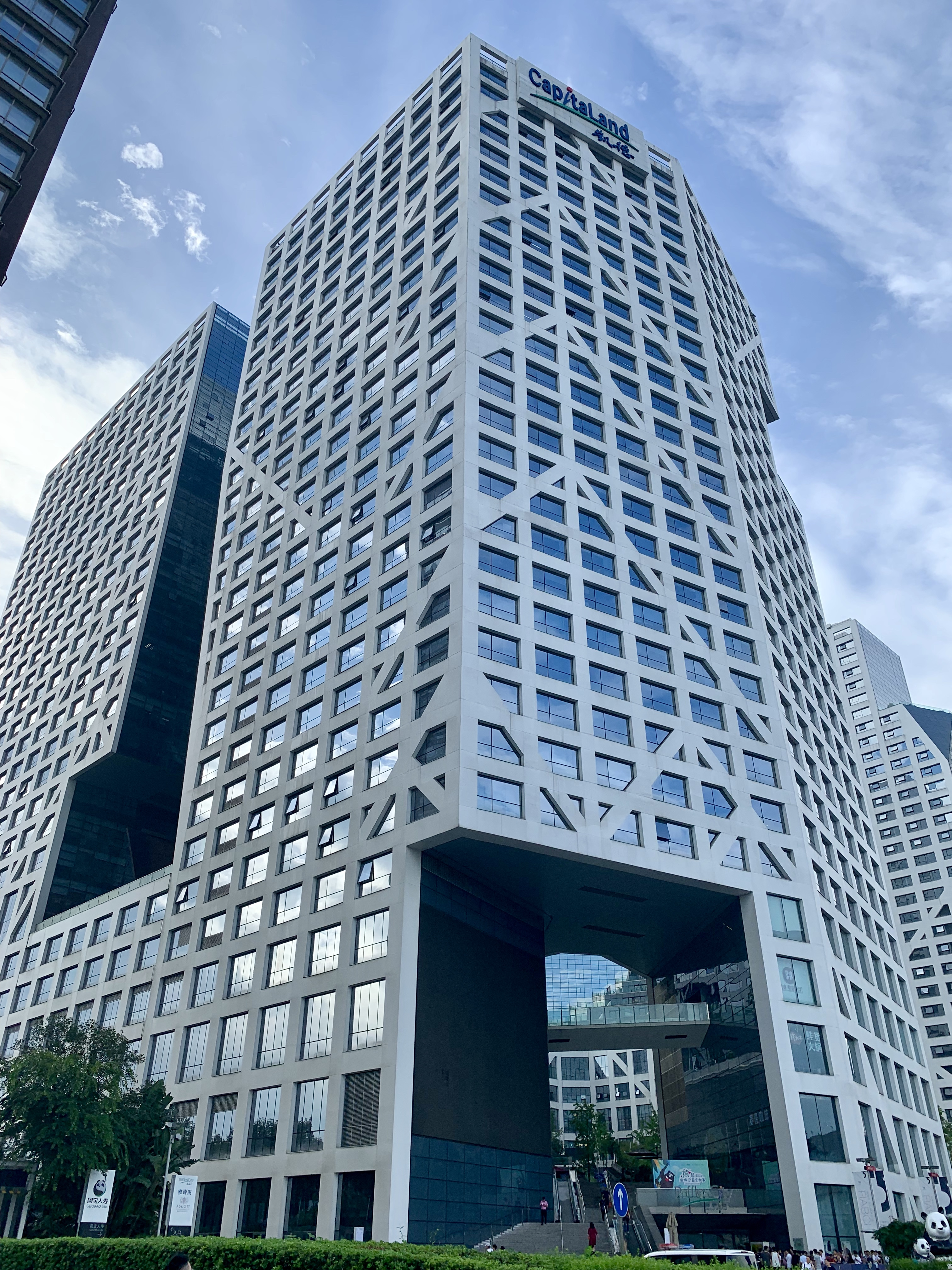
成都来福士广场1号塔楼

## 历史
- 2006年11月29日，凯德置地以8.7亿元人民币的出价竞得成都人民南路一环路路口原四川博物馆地块，筹划建设成都来福士广场。[2]
- 2008年11月，来福士广场项目动工。[3]
- 2011年9月15日，成都来福士广场主体结构全面封顶。[2]
- 2012年9月23日，成都来福士广场举行开业典礼，购物中心和T2办公楼投入使用。
- 2014年4月，成都来福士广场雅诗阁服务公寓开业。[4]

## 设计

成都来福士建筑设计
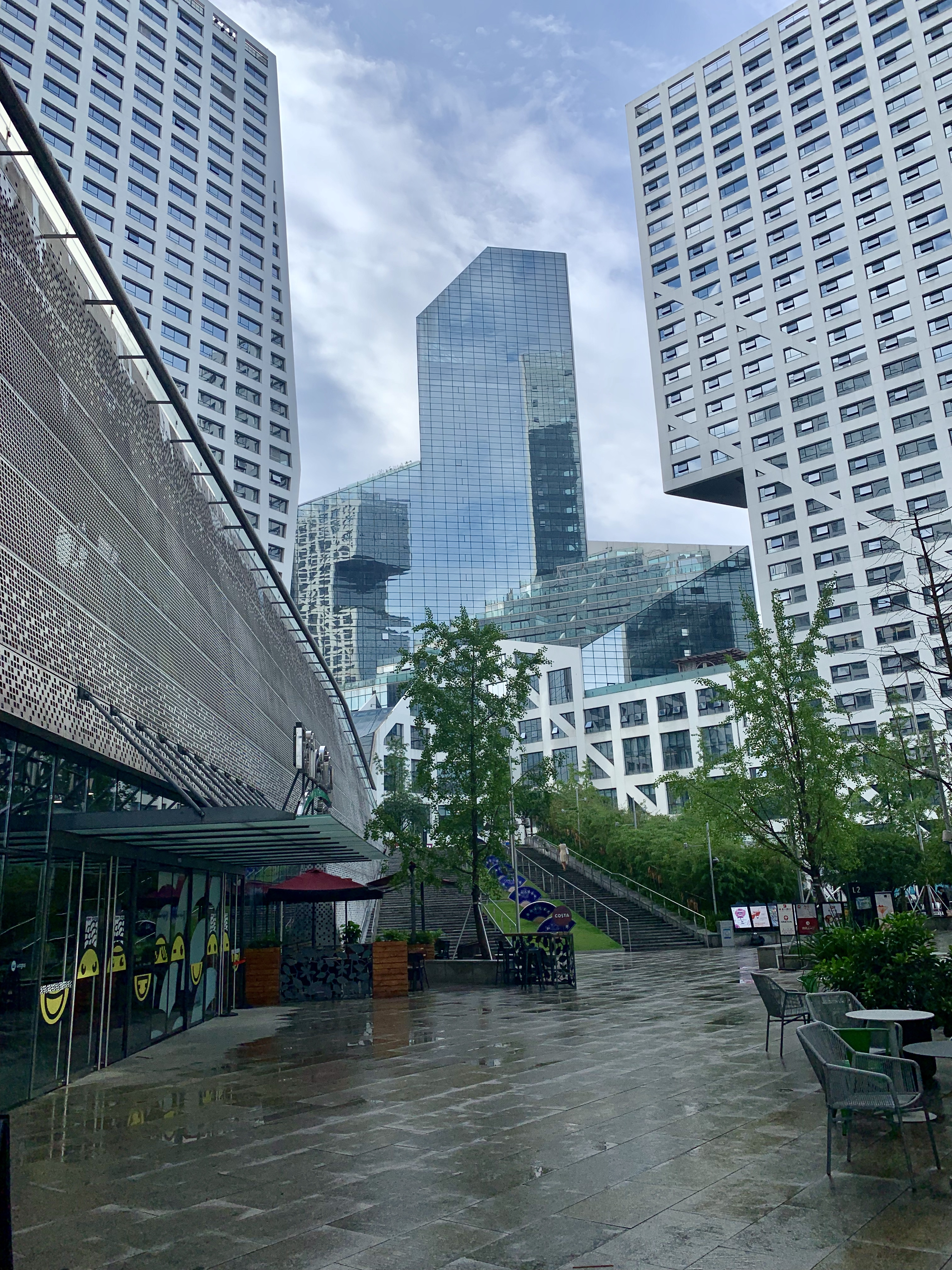
一级中庭广场
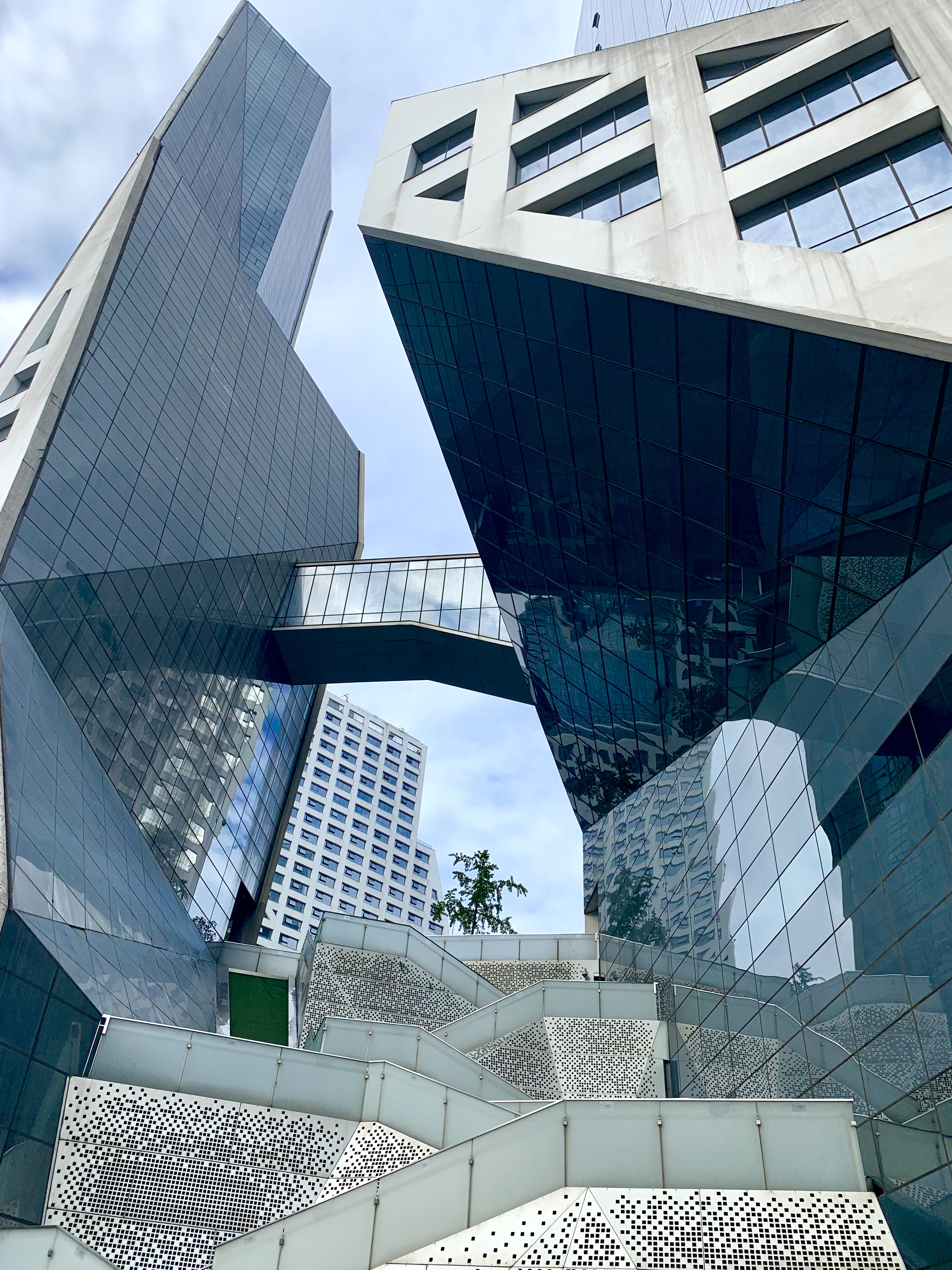
次入口
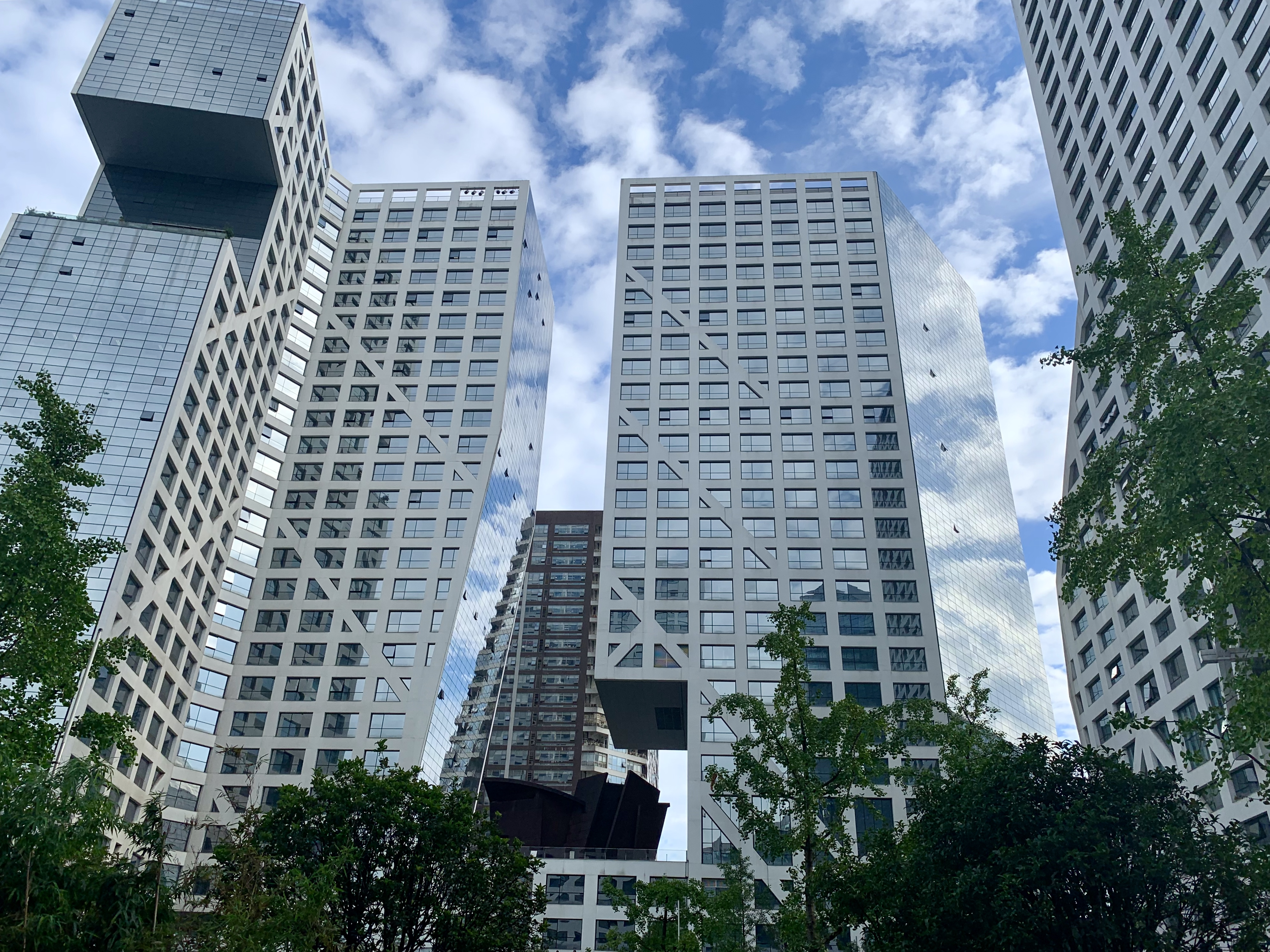
1号、2号塔楼
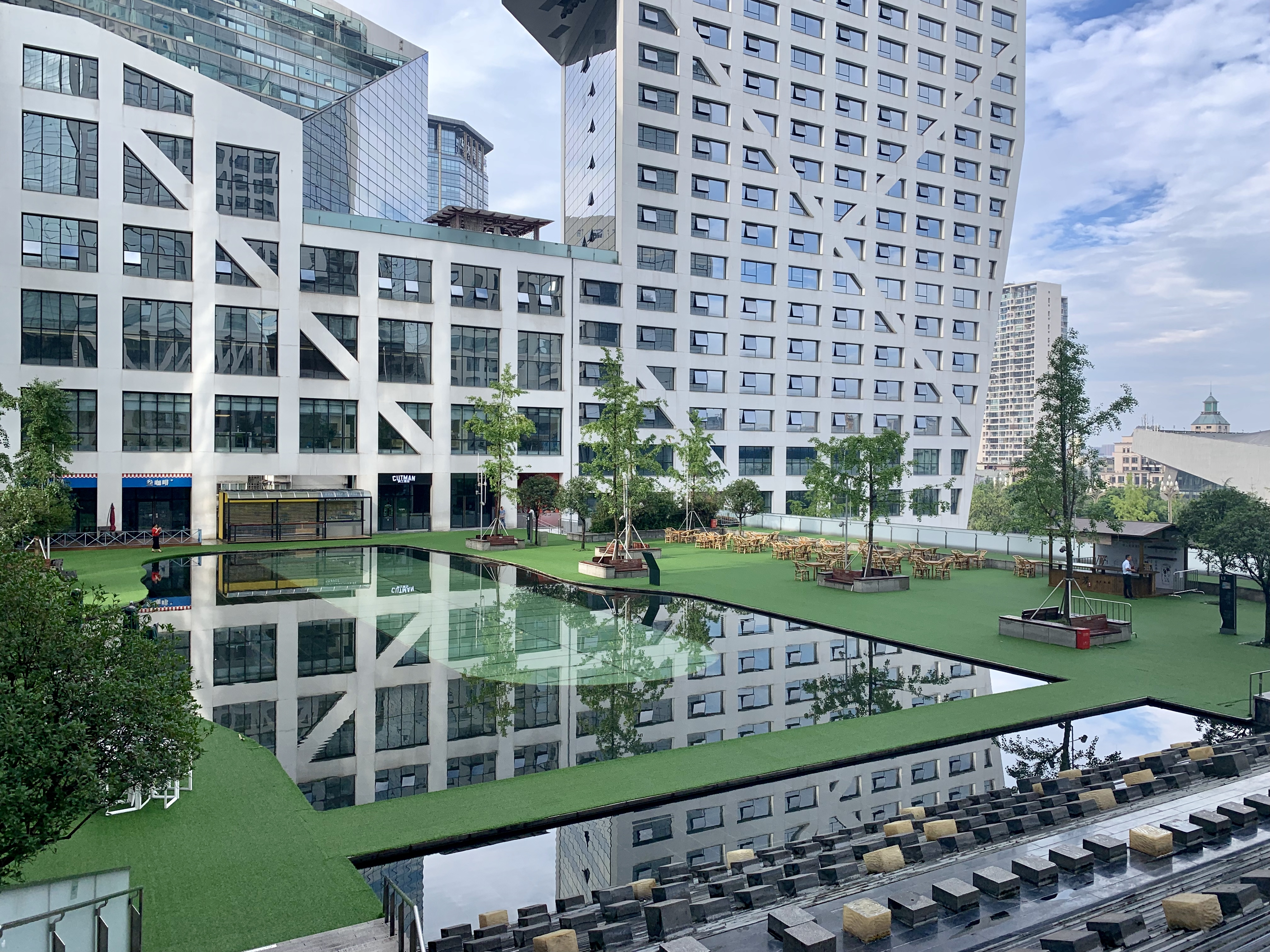
二级中庭广场
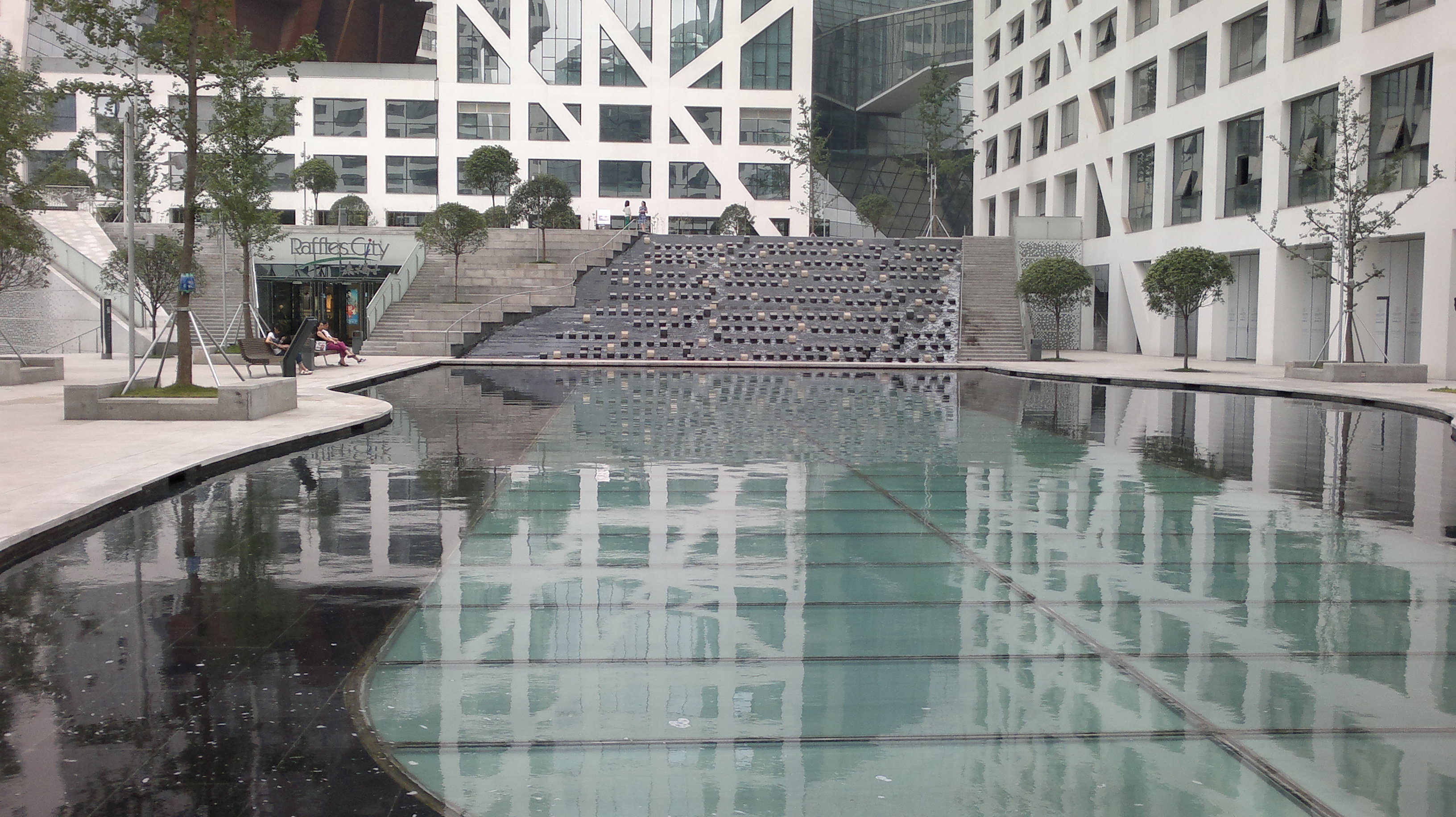
二级中庭广场水景
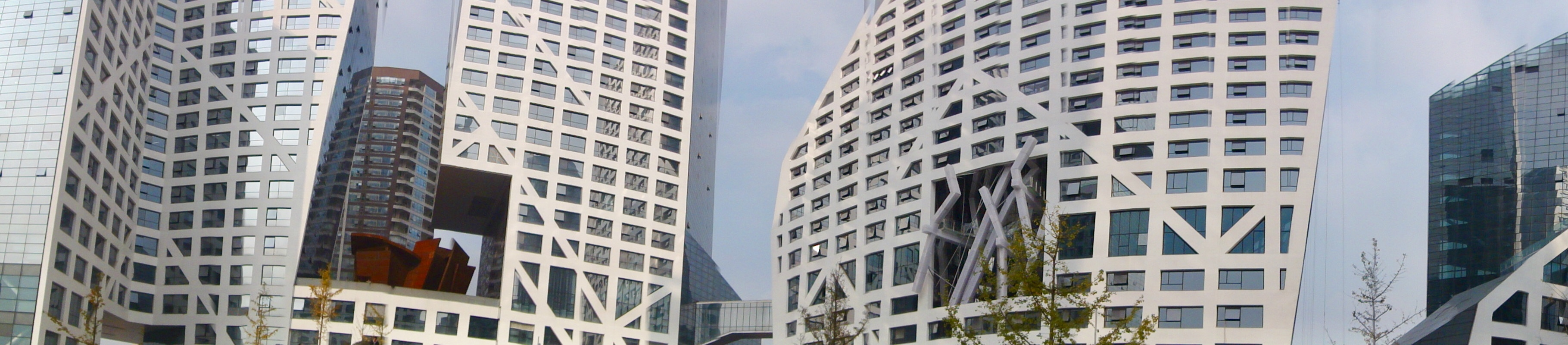
于中庭拍摄的全景
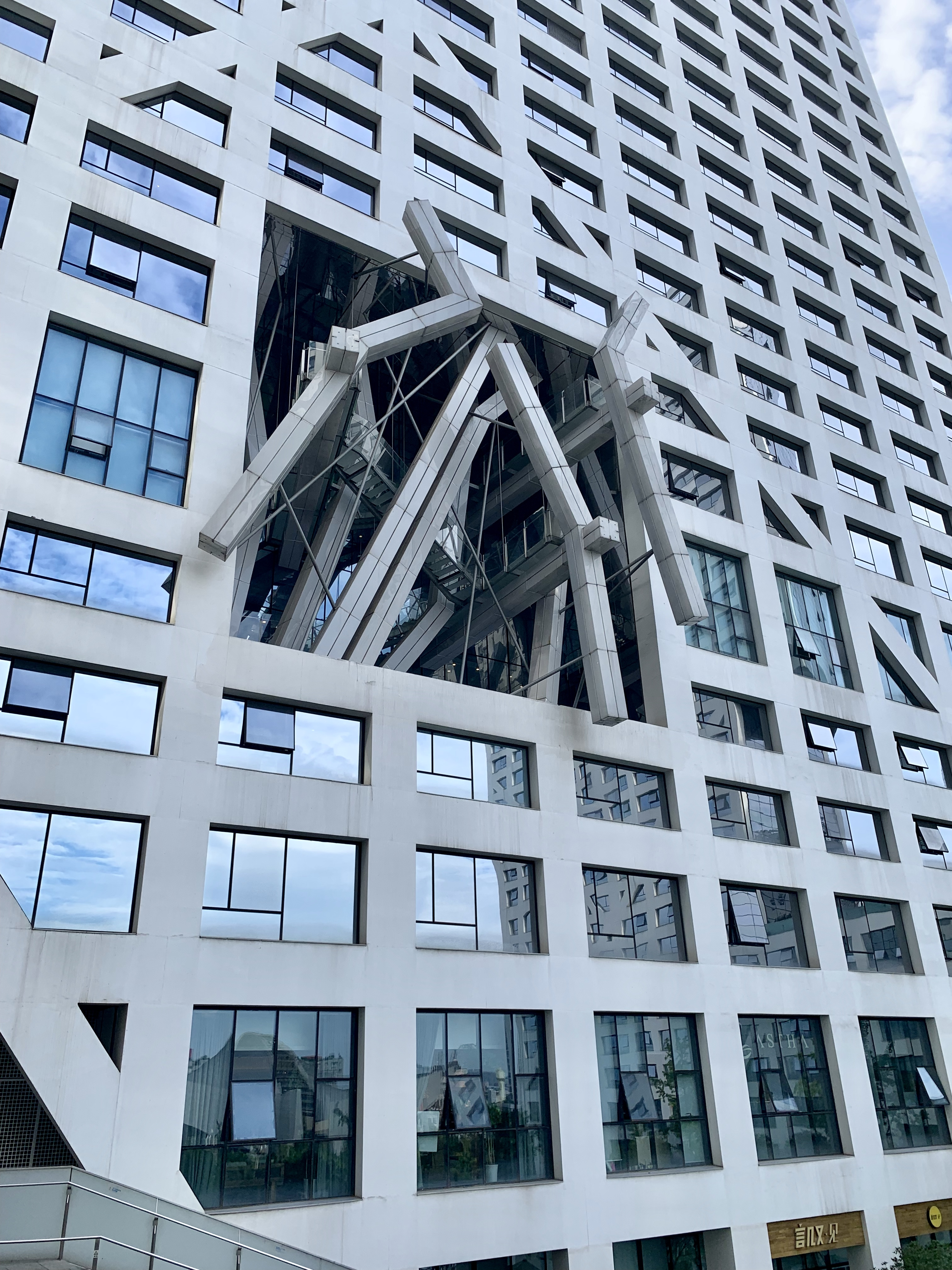
“时光阁”艺术展馆
“西陵峡”中庭

成都来福士广场主题为“城中之城”，设计灵感来自“切开的泡沫块”，一反传统城市综合体的大型商场+中心塔楼的设计模式，而是采用了围合式的大楼+中心广场来体现一种城市感和开放感。大楼为了满足中心广场和周边建筑的自然采光需求，结合当地气候和纬度数据将原本规整的建筑物体块“切开”而产生了众多透光孔隙，也关怀了成都市民对日照的需求。成都来福士同样强调整体的开放感，从购物中心到中心广场再到办公塔楼，均有大尺度的开放式入口可达，临人民路一侧更有两层楼高的店铺。整个建筑通体使用清水混凝土建造，视觉效果轻盈同时易于维护。
向市民开放的中心广场分三级，以长江三峡景观为灵感布置了三处水景，从下到上依次命名为瞿塘峡、巫峡和西陵峡。三处水景通过暗含日月交替元素的人造瀑布自然连接，同时也为其下的购物中心提供了自然光照，营造出“波光粼粼”的视觉效果。
成都来福士广场共有五座塔楼，均按照光照需求被切割成了形态各异的白色体块。两座主办公塔楼高123米，另有一座112.4米高的三号办公塔楼；住宅塔楼高112.4米，服务公寓塔楼高18.6米。各建筑与中心广场均有高大开敞的通道相连。
成都来福士广场的购物中心包括地下两层和地上三到五层不等。为与地面水景呼应，三处购物中心天井被命名为瞿塘峡、巫峡和西陵峡。
成都来福士广场贯彻绿色节能的设计，整体采用468口地热井提供地热供能并装备有雨水收集系统。地面的空调出风口进一步降低了空调机组能耗。中心广场的植被提供了宜人的建筑物微气候，本地建筑材料的广泛运用也进一步降低了建筑物全寿命成本。成都来福士广场获美国LEED金奖认证。

## 使用情况

### 雅诗阁服务公寓
成都雅诗阁来福士开业于2014年，有服务公寓套房298套，房间备有独立客厅、用餐区与厨房。在服务公寓内，亦有健身房、室内泳池、会议室等设施。成都雅诗阁来福士获得了2017年、2018年的World Travel Awards 亚洲领先服务公寓、TripAdviser 猫途鹰卓越奖、Booking 缤客 2016年与2018年好评住宿奖。

### 购物中心
商場部分共有地上3層、地下4層（B1、B2層為商場，B3、B4層為地下停車場），主力租戶包括Sony、H&M等國際品牌。商場地上2、3層有KTV、戲院等消閒設施，地下部分以食肆為主。值得一提的是，商場地上3層設有中庭花園，內有水池、燈飾等景觀，環境優雅，為成都較早擁有中庭花園的商場之一。

## 交通
成都地鐵
- 1号线、3号线：省體育館站（受18号线施工影響，省體育館站通往來福士商場-1層的地下通道暫時關閉）

成都公交
- 人民南路四段北站
- 地鐵省體育館站
- 一環路成科北路口站